# De Ploeg
De Ploeg és una agrupació d'artistes de la ciutat de Groningen, als Països Baixos. Va ser fundada el 1918 per un grup d'artistes joves. El seu objectiu era aconseguir noves oportunitats per a exposicions i per educar el públic en general sobre el desenvolupament en l'art, l'arquitectura i la literatura. Alguns dels membres fundadors eren Jan Wiegers, Johan Dijkstra, George Martens i Jan Altink. El nom va ser suggerit per un d'ells, Jan Altink, perquè sentia que encara hi havia molt de terreny que recórrer per l'art modern a Groningen. Diversos estils d'art van ser prominents dins del grup "De Ploeg", incloent l'expressionisme, el constructivisme i l'impressionisme. També en van formar part Hendrik Nicolaas Werkman, Jan Jordens, Jan van der Zee i Job Hansen.
Aquest col·lectiu d'artistes encara existeix, però el seu moment més important va ser a la dècada de 1920.